# Улица Ольминского (Воронеж)
Улица Ольминского — улица в исторической части Воронежа. Проходит от улицы Степана Разина до Красненькой улицы. Протяжённость улицы около 320 м.

## История
Проложена по территории бывшего Акатова предместья, сложилась в первой половине XVIII века. В середине века самой крупной в районе улицы была усадьба чиновника Осипа Данилова, располагавшаяся вблизи Чернавского лога.
В ходе реконструкции города по регулярному плану 1774 года улица была спрямлена.
Историческое название улицы — «Аникеевская» — дано по фамилии местных домовладельцев Аникеевых. В последней четверти XVIII столетия крупный усадебный участок, ограниченный современными улицами Ольминского, Каляева и Цюрупы, принадлежал состоятельному воронежском купцу Семену Андреевичу Аникееву († не позднее 1804 г.). Кирпичный жилой дом рубежа XVIII / XIX веков впоследствии вошёл в комплекс Синицынских казарме, сохранился в перестроенном виде на углу улиц Каляева и Цюрупы. В первой трети XIX века усадьбой владела вдова С. А. Аникеева — Авдотья Васильевна († в 1831 г.), главный жертвователь на церковь Алексеево-Акатова монастыря.
Со второй половины XIX века прежнее название улицы постепенно вытесняется новым — Перелёшинская — по фамилии дворян Перелёшиных, усадьба которых находилась у Чернавского лога, район современной улицы Степана Разина выше кирпичной подпорной стены. По документам 1870-х годов владелицей усадьбы была Софья Николаевна Перелёшина — жена действительного статского советника Александра Дмитриевича Перелёшина. Более известен их сын, Дмитрий Александрович (1862—1935) — участник народовольческого движения, впоследствии земский деятель, депутат II Государственной Думы от партии кадетов. Ранее в этом домовладении, «Соколином гнезде», жил архитектор С. И. Соколов.
Современное название дано улице в память Михаила Степановича Ольминского (настоящая фамилия Александров, 1863—1933), уроженца Воронежа, русского революционера, журналиста, историка, руководителя Истпарта (Комиссии по истории Октябрьской революции и РКП(б)). В 1901 году отставной полковник Николай Степанович Александров (брат Михаила Степанович) стал хозяином бывшего домовладения Перелёшиных. Здесь, у брата, не раз бывал Ольминский. Долгое время считалось, что усадьба есть и место его рождения, об этом сообщала мемориальная доска. Однако, как выяснилось недавно, место рождения М. С. Александрова — противоположная сторона улицы Степана Разина — там его отец, воронежский чиновник, имел собственный дом.
Усадьба брата Ольминского снесена в 1970-х годах вместе с мемориальной доской, главный усадебный дом с мезонином был утрачен ещё раньше.
С установлением советской власти улица поменяла название, в 1928 году в честь немецкого революционера-социалиста Фердинанда Лассаля (1825—1864). В 1956 году местные власти подобрали улице более подходящее, на их взгляд, название — Пролетарский переулок. Однако выяснилось, что в другом районе города Пролетарский переулок уже существует, и в 1962 году горисполком утвердил предложение переименовать улицу Лассаля в улицу Ольминского.
Существовавший выезд на улицу Степана Разина утрачен